# 岡山県道53号御津佐伯線
岡山県道53号御津佐伯線（おかやまけんどう53ごう みつさえきせん）は、岡山県岡山市北区から和気郡和気町に至る県道（主要地方道）である。

## 概要
岡山県岡山市北区御津金川の国道53号交点から和気郡和気町矢田国道374号交点を結ぶ。

### 路線データ
- 起点：岡山県岡山市北区御津金川（金川大橋交差点、国道53号交点）
- 終点：岡山県和気郡和気町矢田（国道374号（国道484号重複）交点）

## 歴史
- 1993年（平成5年）5月11日 - 建設省から、県道御津佐伯線が御津佐伯線として主要地方道に指定される[1]。
- 2025年（令和7年）1月17日 - 岡山市北区御津伊田のバイパス (1.77 km) が開通する[2]。

## 路線状況

### 重複区間
- 岡山県道27号岡山吉井線（赤磐市町苅田 - 赤磐市西軽部）

## 地理

### 通過する自治体
- 岡山市（北区）
- 赤磐市
- 和気郡和気町

### 交差する道路
| 交差する道路                                                                                       | 市町村名 | 市町村名 | 交差する場所         | 交差する場所          |
| -------------------------------------------------------------------------------------------------- | -------- | -------- | -------------------- | --------------------- |
| 国道53号                                                                                           | 岡山市   | 北区     | 御津金川             | 金川大橋交差点 / 起点 |
| 岡山県道457号吉田御津線                                                                            | 岡山市   | 北区     | 御津矢原             |                       |
| 岡山県道461号矢原国ヶ原線                                                                          | 岡山市   | 北区     | 御津矢原             |                       |
| 岡山県道255号仁堀中御津線                                                                          | 岡山市   | 北区     | 御津伊田             | 丹後橋交差点          |
| 岡山県道250号山口山陽線                                                                            | 赤磐市   | 赤磐市   | 山口                 |                       |
| 岡山県道27号岡山吉井線 重複区間起点                                                                | 赤磐市   | 赤磐市   | 町苅田（まちかんだ） |                       |
| 岡山県道27号岡山吉井線 重複区間終点 岡山県道27号岡山吉井線 / 別線 重複区間起点                     | 赤磐市   | 赤磐市   | 西軽部               |                       |
| 岡山県道258号酌田沢原線                                                                            | 赤磐市   | 赤磐市   | 酌田                 |                       |
| 美作岡山道路 岡山県道27号岡山吉井線 / 別線 重複区間終点 岡山県道79号佐伯長船線 / 別線 重複区間起点 | 和気郡   | 和気町   | 小坂                 | 佐伯IC交差点 佐伯IC   |
| 岡山県道79号佐伯長船線 岡山県道79号佐伯長船線 / 別線 重複区間終点                                  | 和気郡   | 和気町   | 佐伯                 |                       |
| 岡山県道417号和気吉井線                                                                            | 和気郡   | 和気町   | 佐伯                 |                       |
| 岡山県道703号備前柵原自転車道線                                                                    | 和気郡   | 和気町   | 矢田                 | [ 3 ]                 |
| 国道374号 国道484号 重複                                                                           | 和気郡   | 和気町   | 矢田                 | 終点                  |

### 沿線にある施設など
- サッポロビール岡山ワイナリー（赤磐市東軽部）